# Žebříček IIHF 2024
Žebříček IIHF 2024 je žebříček národních týmů v ledním hokeji sestavený Mezinárodní federací ledního hokeje pro rok 2024, který byl vydán po mistrovství světa v ledním hokeji 2024. Od roku 2023 získávají týmy o 400 bodů více na každé pozici ve srovnání s předchozími žebříčky. Tato změna vznikla v důsledku vzrůstajícího počtu zemí, ve kterých se hraje hokej.

## Žebříček mužských reprezentací
Kontroverzí tohoto žebříčku je paradox udělování bodů vyloučeným týmům, díky čemuž se tak Rusko dostalo na 2. místo žebříčku.
| Místo | Stát                    | Divize      | MS 2024 (100 %) | MS 2023 (75 %) | MS 2022 (50 %) | ZOH 2022 (50 %) | MS 2021 (25 %) | Celkem | Změna oproti roku 2023 |
| ----- | ----------------------- | ----------- | --------------- | -------------- | -------------- | --------------- | -------------- | ------ | ---------------------- |
| 1     | Kanada                  | Elita       | 1500            | 1600           | 1160           | 1040            | 1200           | 4100   | ▬                      |
| 2     | Rusko                   | —           | 1520            | 1520           | 1120           | 1160            | 1060           | 4065   | ▲ +1                   |
| 3     | Finsko                  | Elita       | 1400            | 1420           | 1200           | 1200            | 1160           | 3955   | ▼ −1                   |
| 4     | Česko                   | Elita       | 1600            | 1400           | 1120           | 960             | 1020           | 3945   | ▲ +4                   |
| 5     | Švýcarsko               | Elita       | 1560            | 1460           | 1060           | 1000            | 1040           | 3945   | ▲ +2                   |
| 6     | USA                     | Elita       | 1460            | 1500           | 1100           | 1060            | 1120           | 3945   | ▼ −2                   |
| 7     | Švédsko                 | Elita       | 1520            | 1440           | 1040           | 1100            | 960            | 3910   | ▼ −1                   |
| 8     | Německo                 | Elita       | 1440            | 1560           | 1020           | 940             | 1100           | 3865   | ▼ −3                   |
| 9     | Slovensko               | Elita       | 1420            | 1360           | 1000           | 1120            | 1000           | 3750   | ▬                      |
| 10    | Lotyšsko                | Elita       | 1360            | 1520           | 940            | 920             | 920            | 3660   | ▬                      |
| 11    | Dánsko                  | Elita       | 1280            | 1340           | 960            | 1020            | 900            | 3500   | ▬                      |
| 12    | Norsko                  | Elita       | 1320            | 1280           | 880            | 880             | 880            | 3380   | ▬                      |
| 13    | Rakousko                | Elita       | 1340            | 1260           | 920            | 800             | 780            | 3340   | ▲ +3                   |
| 14    | Francie                 | Elita       | 1260            | 1300           | 900            | 860             | 840            | 3325   | ▼ −1                   |
| 15    | Kazachstán              | Elita       | 1300            | 1320           | 860            | 700             | 940            | 3305   | ▬                      |
| 16    | Bělorusko               | —           | 1240            | 1260           | 860            | 840             | 840            | 3245   | ▼ −2                   |
| 17    | Velká Británie          | Elita       | 1240            | 1200           | 820            | 660             | 860            | 3095   | ▲ +3                   |
| 18    | Maďarsko                | Divize IA   | 1200            | 1240           | 780            | 780             | 720            | 3090   | ▲ +1                   |
| 19    | Slovinsko               | Divize IA   | 1180            | 1220           | 800            | 820             | 740            | 3090   | ▼ −2                   |
| 20    | Itálie                  | Divize IA   | 1160            | 1160           | 840            | 740             | 820            | 3025   | ▼ −2                   |
| 21    | Polsko                  | Elita       | 1220            | 1180           | 700            | 760             | 700            | 3010   | ▲ +1                   |
| 22    | Jižní Korea             | Divize IA   | 1100            | 1140           | 740            | 720             | 760            | 2875   | ▼ −1                   |
| 23    | Rumunsko                | Divize IA   | 1140            | 1120           | 720            | 640             | 660            | 2825   | ▬                      |
| 24    | Japonsko                | Divize IA   | 1120            | 1080           | 680            | 680             | 640            | 2770   | ▲ +1                   |
| 25    | Litva                   | Divize IB   | 1060            | 1100           | 760            | 600             | 680            | 2735   | ▼ −1                   |
| 26    | Čína                    | Divize IB   | 1020            | 1040           | 600            | 900             | 500            | 2675   | ▬                      |
| 27    | Ukrajina                | Divize IB   | 1080            | 1060           | 660            | 620             | 600            | 2665   | ▬                      |
| 28    | Estonsko                | Divize IB   | 1040            | 1020           | 640            | 580             | 620            | 2570   | ▬                      |
| 29    | Nizozemsko              | Divize IB   | 980             | 1000           | 580            | 560             | 580            | 2445   | ▬                      |
| 30    | Španělsko               | Divize IB   | 1000            | 960            | 540            | 520             | 520            | 2380   | ▲ +2                   |
| 31    | Srbsko                  | Divize IIA  | 940             | 980            | 620            | 500             | 560            | 2375   | ▼ −1                   |
| 32    | Chorvatsko              | Divize IIA  | 960             | 940            | 560            | 540             | 540            | 2350   | ▼ −1                   |
| 33    | Izrael                  | Divize IIA  | 900             | 900            | 520            | 420             | 460            | 2160   | ▬                      |
| 34    | Island                  | Divize IIA  | 860             | 880            | 480            | 480             | 440            | 2110   | ▬                      |
| 35    | Austrálie               | Divize IIA  | 880             | 920            | 560            | 0               | 480            | 1970   | ▬                      |
| 36    | Spojené arabské emiráty | Divize IIA  | 920             | 840            | 360            | 320             | 200            | 1940   | ▲ +3                   |
| 37    | Bulharsko               | Divize IIB  | 780             | 800            | 420            | 380             | 340            | 1865   | ▼ −1                   |
| 38    | Turecko                 | Divize IIB  | 740             | 760            | 340            | 460             | 300            | 1785   | ▬                      |
| 39    | Belgie                  | Divize IIB  | 840             | 820            | 440            | 0               | 420            | 1780   | ▲ +1                   |
| 40    | Tchaj-wan               | Divize IIB  | 760             | 720            | 300            | 440             | 240            | 1730   | ▲ +1                   |
| 41    | Nový Zéland             | Divize IIB  | 820             | 780            | 440            | 0               | 360            | 1715   | ▲ +1                   |
| 42    | Mexiko                  | Divize IIIA | 620             | 740            | 400            | 360             | 400            | 1655   | ▼ −5                   |
| 43    | Thajsko                 | Divize IIIA | 720             | 660            | 220            | 340             | 140            | 1530   | ▲ +1                   |
| 44    | Lucembursko             | Divize IIIA | 680             | 640            | 280            | 300             | 280            | 1520   | ▼ −1                   |
| 45    | Kyrgyzstán              | Divize IIIA | 700             | 600            | 160            | 400             | 100            | 1455   | ▲ +1                   |
| 46    | Turkmenistán            | Divize IIIA | 660             | 700            | 320            | —               | 260            | 1410   | ▼ −1                   |
| 47    | JAR                     | Divize IIIA | 640             | 680            | 240            | 0               | 220            | 1325   | ▲ +2                   |
| 48    | Bosna a Hercegovina     | Divize IIIB | 600             | 580            | 200            | 260             | 160            | 1305   | ▬                      |
| 49    | Hongkong                | Divize IIIB | 560             | 560            | 220            | 280             | 180            | 1275   | ▼ −2                   |
| 50    | Gruzie                  | Divize IIB  | 800             | 0              | 460            | 0               | 380            | 1125   | ▲ +3                   |
| 51    | Singapur                | Divize IIIB | 520             | 540            | 120            | —               | 40             | 995    | ▬                      |
| 52    | Kuvajt                  | Divize IV   | 460             | 440            | 80             | 240             | 120            | 980    | ▼ −2                   |
| 53    | Filipíny                | Divize IIIB | 540             | 480            | 100            | —               | 60             | 965    | ▲ +2                   |
| 54    | Írán                    | Divize IIIB | 500             | 520            | 140            | —               | —              | 960    | ▬                      |
| 55    | Malajsie                | Divize IV   | 420             | 500            | 100            | —               | 80             | 865    | ▼ −3                   |
| 56    | Severní Korea           | Divize IIIB | 580             | 0              | 360            | 0               | 320            | 840    | ▬                      |
| 57    | Mongolsko               | Divize IV   | 480             | 460            | —              | —               | —              | 825    | ▬                      |
| 58    | Indonésie               | Divize IV   | 440             | 420            | —              | —               | —              | 755    | ▬                      |